# Замок Коти
Замок Коти (яп. 高知城 коти-дзё) — средневековый за́мок, расположенный в городе Коти, префектура Коти, Япония.

## История
После битвы при Сэкигахара (1600) даймё Ямаути Кадзутоё получил земельный надел в провинции Тоса (современная префектура Коти) от сёгуна Токугава Иэясу в качестве поощрения за поддержку в сражении.
На этой территории он распорядился построить замок Коти.
Строительство было начато в 1601 году и продолжалось до 1611 года.
Большая часть первоначально построенного укрепления, включая главную башню, сгорела при пожаре в 1727 году.
В течение 1729—1753 годов замок был восстановлен в прежнем виде.
Основная реконструкция была произведена в период с 1948 по 1959 годы.
В период Мэйдзи большая часть строений замка была разрушена, сохранились лишь главная башня и ворота.
За всё время своего существования замок ни разу не участвовал в битвах.
Его значимость заключается в том, что он является одним из немногих сохранившихся в оригинальном виде замков, в отличие от большинства других, воссозданных после разрушения во время войн.
Фактически это единственный замок, в котором сохранилось хоммару — внутреннее кольцо укрепления.